# Catherine Bertini
Pour les articles homonymes, voir Bertini.
 (décembre 2014).
Si vous disposez d'ouvrages ou d'articles de référence ou si vous connaissez des sites web de qualité traitant du thème abordé ici, merci de compléter l'article en donnant les références utiles à sa vérifiabilité et en les liant à la section « Notes et références ».
Catherine Bertini est une fonctionnaire américaine née le 31 mars 1950. Elle est actuellement professeur en relations internationales et administration publique à la Maxwell School of Citizenship and Public Affairs de l'université de Syracuse, co-préside la Global Agricultural Development Initiative au Chicago Council on Global Affairs et fait partie du comité exécutif de la Commission Trilatérale.
De 1992 à 2002, elle a été directrice exécutive du Programme alimentaire mondial. Son travail à la tête cette institution lui a valu en 2003 le Prix mondial de l'alimentation.